# 聖公會基顯小學
聖公會基顯小學（英語：S.K.H. Kei Hin Primary School）為一所香港觀塘區的津貼小學，亦是全港首間實行「活動教學」的津貼小學，於1968年成立，2005年改為全日制。

## 歷史
此校於1967年起籌辦及委任創校行政人員，至1968年正式在牛頭角上邨現址創校，初年為半日制小學。至1969年1月，此校舉行開幕禮，由屋宇建設委員會處長廖本懷主持。
1972年9月，此校連同另外四間官立小學及一間私立小學，獲教育司署邀請試行「活動教學」，當中此校一直推行至今。
因應政府推行小學全日制政策，此校於2001年申請校舍分拆上、下午校，並獲批准。隨著上午校油塘新校舍於四年後竣工，該校分拆為聖公會油塘基顯小學；而下午校則於原址改為全日制小學，並於牛頭角上邨重建期間獲得保留至今。

## 校政管理[1]

### 歷任校監
- 1968年-1975年：班佐時 會吏[4]
- 1975年-1987年：李守慧 先生，JP（本身為同系李求恩紀念中學校長，2006年逝世）
- 1987年-1992年：劉李國建 女士
- 1992年-2014年：李品初 先生[5]（曾兼任同系李求恩紀念中學校長）
- 2014年-2018：歐陽兆基 牧師
- 2019年至今：楊樂詩 女士

### 歷任校長

#### 總校長兼上午校校長
- 1968年-1984年：陳秀真 女士[4]（後調任至同系阮鄭夢芹小學）
- 1984年-1997年：謝振強 先生
- 1997年-2004年：李傑江 先生[5]
- 2004年-2005年：李少鶴 先生（其後上午校分拆）

#### 下午校校長
- 1968年-1975年：黎敏 先生
- 1975年-1976年：李鋈華 先生
- 1976年-1984年：謝振強 先生（後升任總校長）
- 1984年-1992年：沈翠鈿 女士
- 1992年-2000年：陳佩卿 女士[6]
- 2000年-2005年：雷頴儀 女士

#### 全日制校長
- 2005年-2011年：雷頴儀 女士
- 2011年-2019年：駱瑞萍 女士
- 2020年至今：鍾淑玲 女士

## 著名/傑出校友
- 蘇敬恆：前無綫新聞高級記者，後轉職港台電視
- 趙海珠：前無綫新聞主播及記者，現轉投金融界
- 林祥焜：著名插畫家
- 陳彥廷：香港歌手，音樂人
- 施志勁：鮮魚行學校校長
- 張澤松：香港城市大學電子工程學系副教授、算法和安全結構實驗總監兼應用程式實驗室總監[註 1]
- 司徒慧焯：香港導演、編劇和演員
- 黃永棋：香港男子羽毛球運動員
- 莫耀康：前香港男子U16港青運動員，現役香港籃球總會乙組華星主力控球後衛

## 事件

### 3A班某同學家長確診新冠肺炎事件
2020年7月9日，校方在當日早上接獲通知，指一名3A班某同學的家長確診2019冠狀病毒病，其後便立即疏離學生並由家長接回，原定當日開考的五年級呈分試被取消，之後宣佈在7月10日、13至15日停課並對校舍進行消毒。

## 外部連結
- 聖公會基顯小學官方網站